# Непокора (військовий злочин)
Непокора — військовий злочин, за який передбачено кримінальну відповідальність за 402 статтею Кримінального кодексу України. Слід відрізняти даний злочин від злочину, за який відповідальність передбачається 391 статтею ККУ.

## Склад злочину
- Об'єктом злочину є порядок виконання наказів у військових формуваннях України. Крім того, злочин вважається військовим, тобто вчиненим проти встановленого порядку несення військової служби, оскільки за статутами Збройних Сил України всі військовослужбовці мають беззастережно виконувати всі накази командира (начальника), крім явно злочинних.
- Суб'єктом злочину є військовослужбовець (або військовозобов'язаний під час проходження зборів), який є підлеглим щодо начальника, який видав наказ.
- Об'єктивна сторона злочину може характеризуватися двома формами: відкрита відмова виконати наказ начальника; інше умисне невиконання наказу.
- Суб'єктивна сторона злочину характеризується умислом: лише прямим за першої форми, прямим чи непрямим за другої форми вчинення злочину. Мотив для кваліфікації значення не має.

## Характеристика об'єктивної сторони злочину
Наказом вважається форма реалізації владних функцій, організаційно-розпорядчих або адміністративно-господарських обов'язків військової службової особи, змістом якої є пряма, обов'язкова для виконання вимога начальника про вчинення або невчинення підлеглим(и) певних дій по службі. 

Наказ має бути конкретним, тому не можна розглядати як непокору невиконання загальних вимог служби (які містяться в статутах, інструкціях тощо). Наказ має бути законним і винесеним відповідно до вимог законодавства.
Кримінальна відповідальність відсутня за невиконання явно злочинного наказу (відданого невідповідною особою, в неналежному порядку, наказу, який виходить за межі повноважень начальника, за своїм змістом порушує конституційні права та свободи людини і громадянина або суперечить іншому законодавству). Навпаки, якщо військовослужбовець умисно виконає явно злочинний наказ, він підлягає кримінальній відповідальності як пособник відповідного військового службового злочину. Оскільки суб'єктивна сторона злочину характеризується умислом, слід з'ясувати, чи не було зумовлено невиконання наказу тим, що він сформульований нечітко, незрозуміло, допускав подвійне тлумачення тощо.
Військовими начальниками є військовослужбовці, які мають у своєму розпорядженні військовослужбовців для виконання певних завдань, підлеглих, наділені правом віддавати їм накази, розпорядження, застосовувати щодо них дисциплінарну владу. Розрізняють начальників за посадою та начальників за військовим званням. В разі спільного виконання службових обов'язків військовослужбовцями, що не підпорядковані одне одному (якщо їх службові відносини не визначені командиром), начальником вважається старший за посадою, а за рівності посад — старший за військовим званням. Військовослужбовець, що належить до одного військового формування, може бути начальником для військовослужбовця, що належить до іншого військового формування, якщо перший є начальником за званням; вони спільно виконують службові обов'язки, і першого було призначено начальником; вони спільно виконують службові обов'язки (див. попереднє речення). Військовослужбовці зобов'язані виконувати накази лише своїх безпосередніх начальників або осіб, які можуть бути для них начальниками за вищевказаними підставами.
Відкрита відмова виконати наказ начальника передбачає наявність заяви підлеглого про його небажання виконати наказ або інше демонстративне його невиконання. Інше умисне невиконання наказу полягає в тому, що наказ приймається до виконання, але фактично не виконується (це виражається у діях, які наказом заборонено робити; у невиконанні дій, які відповідно до наказу повинні були вчинитися; у виконанні дій з порушенням обов'язкових умов їх виконання). 

Залежно від форми вчинення непокори, вона вважається закінченою з моменту відмови виконати наказ начальника (перша форма) або з моменту фактичного його невиконання.

## Відповідальність
Настає за 402 статтею Кримінального кодексу України і полягає у службових обмеженнях для військовослужбовців на строк до двох років або триманні в дисциплінарному батальйоні військовослужбовців на строк до двох років, або позбавленням волі на строк до трьох років. За вчинення злочину групою осіб або в разі настання тяжких наслідків (наприклад, настання значної матеріальної шкоди, зрив виконання бойового завдання тощо) відповідальність підвищується до позбавлення волі на строк від трьох до семи років. Непокора, здійснена в умовах особливого періоду, карається позбавленням волі на строк від п'яти до семи років, а в умовах воєнного стану або в бойовій обстановці, — від п'яти до десяти років.
У 2022 році 155 осіб було засуджено за непокору.

### Адміністративне правопорушення
У ст. 17210 Кодексу України про адміністративні правопорушення передбачена адміністративна відповідальність за «відмову від виконання законних вимог командира (начальника)», однак критерії його відмежування від непокори у законодавстві відсутні.

## В інших країнах
- Кримінальну відповідальність за аналогічний злочин передбачено у ч.1., ч.2 ст. 332 Кримінального кодексу Російської Федерації: «Невиконання наказу». ч.1 карається службовими обмеженнями на строк до двох років або триманням в дисциплінарному батальйоні військовослужбовців на строк до двох років, або арештом на строк до шести місяців. За наявності обставин, які обтяжують покарання (ч.2) покарання збільшується до позбавлення волі на строк до п'яти років. За невиконання наказу під час воєнного стану, «у воєнний час», під час бойових дій, в умовах військового конфлікту, а також відмову від участі у військових або бойових діях (ч.2.1), — позбавлення волі від двох до трьох років, за умови настання тяжких наслідків (ч.2.2) — позбавлення волі від трьох до десяти років.
- У Киргизстані відповідальність настає за ч.1, ч.2 ст. 386 Кримінального кодексу Киргизстану («Невиконання наказу, розпорядження»). Стаття передбачає відповідальність за будь-яке невиконання наказу або розпорядження, якщо це спричинило значну шкоду, що є ближчим до статті 403 КК України. За ч.1 передбачено покарання у виді тримання в дисциплінарному батальйоні на строк від шести місяців до одного року, штраф від 200 до 500 «розрахункових показників» або позбавлення волі до двох років. За ч.2 покарання становить позбавлення волі від двох до п'яти років.
- У В'єтнамі кримінальна відповідальність передбачена за ст. 394 Кримінального кодексу у вигляді позбавлення волі на строк від півроку до п'яти років. Відповідальність підвищується до трьох — десяти років позбавлення волі, якщо винний є командиром, за вчинення злочину групою осіб, із застосуванням насильства або в разі настання значних шкідливих наслідків. Якщо злочин вчинено у бойовій обстановці, на полі бою, під час здійснення рятувальної місії або в умовах надзвичайного стану або якщо злочин мав наслідком дуже значну шкоду, винний карається позбавленням волі на строк від 7 до 15 років. Якщо настали надзвичайно шкідливі наслідки, відповідальність настає у виді позбавлення волі на строк від 12 до 20 або довічного позбавлення волі.
- В Білорусі відповідальність за непокору настає за 438 статтею «Непокора» у виді службових обмежень до двох років, арештом (за загальною нормою від одного до трьох місяців) або позбавленням волі на строк до двох років. За наявності обставин, які обтяжують покарання (здійснення непокори групою осіб, в умовах воєнного стану чи в бойовій обстановці, настання тяжких наслідків), відповідальність настає у виді позбавлення волі на строк до семи років.